# Rhyd Ddu
Rhyd Ddu, auch Rhyd-Ddu [r̥ɨdˈðɨː], ist ein Dorf im Norden von Wales im Eryri-Nationalpark. Der Ort hat eine Station der Welsh Highland Railway. Er ist bekannt für den Rhyd Ddu Path und als Geburtsort des Dichters T. H. Parry-Williams.